# Clasificación climática de Köppen
| Af | BSh | Cfa | Cwa | Csa | Dfa | Dwa | Dsa | ET |
| Am | BSk | Cfb | Cwb | Csb | Dfb | Dwb | Dsb | EF |
| Aw | BWh | Cfc | Cwc | Csc | Dfc | Dwc | Dsc |    |
|    | BWk |     |     |     | Dfd | Dwd | Dsd |    |

Mapa mundial de la clasificación climática de Köppen para el periodo 1980-2016.

La clasificación climática de Köppen-Geiger fue creada en 1900 por el geógrafo ruso, de origen alemán, especializado en climatología, Wladimir Köppen, quien posteriormente la modificó en 1918 y la suscribió conjuntamente con Rudolf Geiger en 1936. Consiste en una clasificación climática natural mundial que identifica cinco tipos de clima principales, subdivididos en un total de treinta clases con una serie de letras que indican el comportamiento de las temperaturas y precipitaciones que caracterizan cada clima y con ello el tipo de vegetación existente en ellas.
| Clasificación climática de Köppen                 | Clasificación climática de Köppen | Clasificación climática de Köppen      | Clasificación climática de Köppen           | Clasificación climática de Köppen            | Clasificación climática de Köppen | Clasificación climática de Köppen |
| ------------------------------------------------- | --------------------------------- | -------------------------------------- | ------------------------------------------- | -------------------------------------------- | --------------------------------- | --------------------------------- |
|                                                   |                                   | Dinámica de las precipitaciones        |                                             |                                              |                                   |                                   |
| Dinámica de la temperatura                        | Dinámica de la temperatura        | f, m Húmedo o lluvioso                 | Subhúmedo o húmedo-seco                     | Subhúmedo o húmedo-seco                      | B Seco                            | B Seco                            |
| Dinámica de la temperatura                        | Dinámica de la temperatura        | f, m Húmedo o lluvioso                 | w de invierno seco                          | s de verano seco                             | S Semiárido                       | W Árido                           |
| A Tropical o macrotérmico                         | A Tropical o macrotérmico         | Ecuatorial Af Monzónico Am             | De sabana Aw                                | De sabana As                                 | Semiárido cálido BSh              | Árido cálido BWh                  |
| C Templado o mesotérmico                          | a Subtropical                     | Templados húmedos: Cfa Cfb Cfc         | Templados Cwa subhúmedos: Cwb Cwc           | Mediterráneos: Csa Csb Csc                   | Semiárido cálido BSh              | Árido cálido BWh                  |
| C Templado o mesotérmico                          | b Templado                        | Templados húmedos: Cfa Cfb Cfc         | Templados Cwa subhúmedos: Cwb Cwc           | Mediterráneos: Csa Csb Csc                   | Estepario BSk                     | Árido frío BWk                    |
| C Templado o mesotérmico                          | c Subpolar/subalpino              | Templados húmedos: Cfa Cfb Cfc         | Templados Cwa subhúmedos: Cwb Cwc           | Mediterráneos: Csa Csb Csc                   | Estepario BSk                     | Árido frío BWk                    |
| D Continental o microtérmico (de invierno gélido) | a Templado cálido                 | Continentales Dfa húmedos: Dfb Dfc Dfd | Continentales Dwa manchurianos: Dwb Dwc Dwd | Continentales Dsa mediterráneos: Dsb Dsc Dsd | Estepario BSk                     | Árido frío BWk                    |
| D Continental o microtérmico (de invierno gélido) | b Templado hemiboreal             | Continentales Dfa húmedos: Dfb Dfc Dfd | Continentales Dwa manchurianos: Dwb Dwc Dwd | Continentales Dsa mediterráneos: Dsb Dsc Dsd | Estepario BSk                     | Árido frío BWk                    |
| D Continental o microtérmico (de invierno gélido) | c Subpolar/subalpino              | Continentales Dfa húmedos: Dfb Dfc Dfd | Continentales Dwa manchurianos: Dwb Dwc Dwd | Continentales Dsa mediterráneos: Dsb Dsc Dsd | Estepario BSk                     | Árido frío BWk                    |
| D Continental o microtérmico (de invierno gélido) | d Hipercontinental                | Continentales Dfa húmedos: Dfb Dfc Dfd | Continentales Dwa manchurianos: Dwb Dwc Dwd | Continentales Dsa mediterráneos: Dsb Dsc Dsd | Estepario BSk                     | Árido frío BWk                    |
| E Polar                                           | De tundra                         | Tundra polar ET y Tundra alpina ETH    | Tundra polar ET y Tundra alpina ETH         | Tundra polar ET y Tundra alpina ETH          | Estepario BSk                     | Árido frío BWk                    |
| E Polar                                           | Gélido                            | Gélido o glacial EF                    | Gélido o glacial EF                         | Gélido o glacial EF                          | Gélido o glacial EF               | Gélido o glacial EF               |

## Clases de los climas

### Diferentes desarrollos de la clasificación
A pesar de haber transcurrido más de 100 años desde su primera publicación en 1919, la clasificación continúa siendo la más utilizada en el mundo. El método de Köppen esta en la base de la publicación de Peel et all Updated world map of the Koppen-Geiger climate classification de 2007, que es considerada hoy el estándar Koeppen.: 2 : 16 
La obra de Peel et al sigue los pasos de Koepen, pero existen tres diferencias con respecto al original:: 2 
1. Los climas C y D están separados por el umbral 0 °C en vez de -3 °C como se hizo en el original.
2. En el clima seco B, la llave para separar los subclimas W (desierto) y S (estepa) es si el 70 % de las precipitaciones caen en el semestre de verano o en el de invierno.
3. En los climas C y D, los subclimas s y w de se excluyen mutuamente asignando s cuando las mayores precipitaciones caen en invierno y asignando w cuando son en verano.

Los climas A, C, D y E son autoexcluyentes por definición (ver diagrama), pero bajo algunas circunstancias podrían intersecarse con el clima B. En esos casos prevalece el clima B. Es decir, se debe determinar primero si un lugar pertenece a B. Si no es el caso, se pasa a determinar si pertenece a los otros climas A, C, D o E.: 2 
Köppen utilizó centímetros como dimensión de las precipitaciones. Actualmente se utilizan milímetros. Esto conlleva a que las fórmulas discrepen en un factor 10 cuando se pasa de mm a cm.

### Determinación del tipo de clima: A, B, C, D, E
| | |
| La precipitación media anual es mayor que el umbral de precipitación en los climas de tipo B. El diagrama con las rectas muestra el caso especial de precipitaciones diarias constantes para cada uno de los semestres. | Distribución de los tipos de clima A, C, D y E en el plano de coordenadas de las temperaruras mínimas y máximas. La condición Tmáx ≥ Tmín no permite coordenadas ubicadas a la izquierda de la recta x=y. |

| 1. | 2. | 3. | Descripción         | Criterio diferenciador             |
| -- | -- | -- | ------------------- | ---------------------------------- |
| A  |    |    | Tropical            | No (B) & Tmin ≥ 18                 |
| A  | f  |    | - Bosque lluvioso   | Pseco ≥ 60                         |
| A  | m  |    | - Monzón            | No (Af) & Pseco ≥ 100 - P / 25     |
| A  | w  |    | - Sabana            | No (Af) & Pseco < 100 - P / 25     |
| B  |    |    | Seco                | P < 10 * Pumbral                   |
| B  | W  |    | - Desértico         | P < 5 * Pumbral                    |
| B  | S  |    | - Estepa            | P ≥ 5 * Pumbral                    |
| B  |    | h  | - Caliente          | T ≥ 18                             |
| B  |    | k  | - Frío              | T < 18                             |
| C  |    |    | Templado            | No (B) & Tmax > 10 & 0 < Tmin < 18 |
| C  | s  |    | - Verano seco       | Psseco < 40 & Psseco < Pwhum / 3   |
| C  | w  |    | - Invierno seco     | Pwseco < Pshum / 10                |
| C  | f  |    | - Sin estación seca | No (Cs) ni (Cw)                    |
| C  |    | a  | - Verano caliente   | Tmax ≥ 22                          |
| C  |    | b  | - Verano cálido     | No (a) & Tmon10 ≥ 4                |
| C  |    | c  | - Verano frío       | No (a o b) & 1 ≤ Tmon10 < 4        |
| D  |    |    | Frío                | No (B) & Tmax > 10 & Tmin ≤ 0      |
| D  | s  |    | - Verano seco       | Psseco < 40 & Psseco < Pwhum / 3   |
| D  | w  |    | - Invierno seco     | Pwseco < Pwhum / 10                |
| D  | f  |    | - Sin estación seca | No (Ds) ni (Dw)                    |
| D  |    | a  | - Verano caliente   | Tmax ≥ 22                          |
| D  |    | b  | - Verano cálido     | No (a) & Tmon10 ≥ 4                |
| D  |    | c  | - Verano frío       | No (a, b o d)                      |
| D  |    | d  | - Invierno muy frío | No (a o b) & Tmin < -38            |
| E  |    |    | Polar               | No (B) & Tmax ≤ 10                 |
| E  | T  |    | - Tundra            | Tmax > 0                           |
| E  | F  |    | - Helada            | Tmax ≤ 0                           |

Para determinar la clase de clima de una localidad, primero se debe obtener los siguientes datos de ella:
1. Tmín la temperatura media del mes más frío, en grados Celsius (°C);
2. Tmáx la temperatura media del mes más cálido (°C);
3. T la temperatura media anual (°C);
4. P la precipitación medial anual en centímetros (cm);
5. el hemisferio en que se encuentra el lugar (norte o sur) y con ello el semestre más cálido (octubre a marzo en el sur, abril a septiembre en el norte) y el más frío (abril a septiembre en el sur, octubre a marzo en el norte);
6. Pumbral, umbral de precipitación, esto es la precipitación mínima necesaria para contrarrestar la evaporación debida a la temperatura. Se estima que en los meses fríos se evaporan 20 mm por cada 10 °C de temperatura media, en el semestre cálido se le deben agregar en total 280 mm y si la lluvia se reparte bien entre ambos semestres se le debe agregar solo 140 mm. Estas premisas llevan a la siguiente fórmula para el cálculo del umbral de precipitación:

- Pumbral = 20 * T + 280           si el 70 % o más de las precipitaciones anuales caen en el semestre más cálido;
- Pumbral = 20 * T + 140           si el 70 % o más de las precipitaciones anuales caen en un lapso que abarca ambos semestres;
- Pumbral = 20 * T                      si menos del 30 % de las precipitaciones anuales caen en el semestre más cálido;

El lugar tiene un clima seco, B, cuando la precipitación anual P es menor que el umbral de precipitación: P < Pumbral . 
Si no es el caso B, entonces se determina si es un caso A, C, D o E según la relación entre Tmín y Tmáx:
- A           si Tmín > 18;
- C           si Tmáx > 10 y 18 > Tmín > 0 ;
- D           si Tmáx > 10 y Tmín < 0;
- E           si Tmáx < 10.

### Determinación de los subtipos de clima
Para la determinación de los subtipos de clima en un lugar son necesarios los siguientes datos adicionales a los anteriores:: 1636 
1. Tmon10 número de meses en que la temperatura media es mayor que 10 °C;
2. Pseco precipitaciones durante el mes más seco del año;
3. Psseco precipitaciones durante el mes más seco del verano;
4. Pwseco precipitaciones durante el mes más seco del invierno;
5. Pshum precipitaciones durante el mes más húmedo del verano;
6. Pwhum precipitaciones durante el mes más húmedo del invierno;

## Descripción de los climas

### Clima A - Tropical o macrotérmico
Se caracteriza porque todos los meses tienen una temperatura media superior a los 18 °C y las precipitaciones anuales son superiores a la evaporación (unos 2500mm anuales en promedio en el ecuatorial hasta los 800mm en las sabanas). Bajo estas condiciones se suelen dar las selvas y los bosques tropicales. Son generalmente climas cálidos, donde no se presentan las estaciones ni existen las heladas.
La segunda letra hace referencia al régimen de precipitaciones:
- f: precipitaciones constantes. Lluvioso todo el año
- m: precipitaciones constantes excepto algún mes seco y precipitaciones exageradas en algunos meses
- w: periodo seco en invierno

A diferencia de los otros grupos, el tropical no posee tercera letra que indique el comportamiento de las temperaturas.

#### Af - Ecuatorial o tropical húmedo
Las lluvias están repartidas a lo largo del año, sin que exista una estación seca (todos los meses superan los 60 mm). Se da en parte de la franja ecuatorial del planeta, donde las masas lluviosas de los trópicos convergen (zona de convergencia intertropical o ZCIT), comprendiendo parte de la Amazonia, partes de América Central, África Ecuatorial, el Sudeste Asiático y Oceanía. Como excepción, se da en algunos sectores de la costa atlántica brasileña alejados del ecuador terrestre.
Este clima se corresponde con el bioma de la selva ecuatorial, típico de regiones sujetas a una precipitación abundante y constante y temperaturas altas todo el año. Las ecorregiones con estas características se engloban bajo el término de zona ecuatorial, y entre ellas se encuentran el Congo, la Amazonia y Malesia.
Algunos ejemplos son:
| - Antalaha, Madagascar (Af) - Apia, Samoa (Af) - Belém, Pará, Brasil - Bocas del Toro, Panamá - Buenaventura, Colombia - Ciudad Bolívar, Venezuela - Dávao, Filipinas - Georgetown, Guyana - Hilo, Hawái, EE. UU. - Iquitos, Perú - Jayapura, Indonesia - Kampala, Uganda - Kuala Lumpur, Malasia - Lae, Papúa-Nueva Guinea | - Leticia, Colombia - Mbandaka, R. D. Congo - Moroni, Comoras - Paramaribo, Surinam - Quibdó, Colombia - Salvador de Bahía, Bahía, Brasil - Santos, São Paulo, Brasil - Singapur - Suva, Fiyi - Tarawa, Kiribati - Villavicencio, Colombia |

#### Am - Tropical monzónico
Requiere algún mes por debajo de 60 mm y que la precipitación del mes más seco sea superior a la fórmula {\textstyle 100-\left({\frac {Total\ Annual\ Precipitation\ (mm)}{25}}\right)}. Suele bordear regiones de clima ecuatorial Af, presentando una mayor estacionalidad que éste. Esto se debe al desplazamiento anual de la Zona de Convergencia Intertropical o ZCIT, marcando una estación más lluviosa y cálida. Las estaciones secas no llegan a ser tan marcadas y prolongadas como en los climas tropicales de sabana Aw. Se da en zonas de Sudamérica, Centroamérica y México, el extremo sur de Florida, África occidental y central, costas del subcontinente indio y el sudeste asiático.
Algunos ejemplos son:
| - Barrancabermeja, Colombia - Chittagong, Bangladés - Cebú, Filipinas - Ciudad de Belice, Belice - Ciudad de Panamá, Panamá - Coatzacoalcos, Veracruz, México - Duala, Camerún - Malabo, Guinea Ecuatorial - Malé, Maldivas - Manaus, Amazonas, Brasil - Mangalore, Karnataka, India - Medellín, Colombia - Miami, Florida, Estados Unidos - Monrovia, Liberia - Nasáu, Bahamas | - Pereira, Colombia - Port Harcourt, Nigeria - Pucallpa, Perú - Puerto Ayacucho, Venezuela - Rangún, Birmania - San Juan, Puerto Rico, Estados Unidos - San Pedro Sula, Honduras - Santo Domingo, R. Dominicana - Yakarta, Indonesia |

#### Aw - Tropical de sabana
El clima tropical de sabana un tipo del clima tropical caracteriazado por una extensa estación seca, más marcada y prolongada que en el clima monzónico, que contrasta con una estación lluviosa, con precipitaciones intensas. En los climas del tipo Aw, durante el mes más seco la precipitación debe ser menor a 60 mm y no puede ser superior a la fórmula {\textstyle 100-\left({\frac {Total\ Annual\ Precipitation\ (mm)}{25}}\right)}. Las precipitaciones suelen ser en conjunto menores que las de los climas monzónicos. 
El periodo seco típicamente se da en los meses de invierno, y el lluvioso en los meses de verano. A veces, si la estación seca se corresponde al verano, el clima puede aparecer calificado como As., aunque debido a la confusión de distinguir entre verano e invierno en la zona intertropical, la tendencia es clasificar a todos como Aw
Este tipo de clima se da en algunas regiones tropicales del continente americano, África central, occidental y oriental, el subcontinente indio, el sudeste asiático y Oceanía.
Algunos ejemplos son:
| - Abuya, Nigeria - Bangalore, Karnataka, India - Bangkok, Tailandia - Barranquilla, Colombia - Belo Horizonte, Minas Gerais, Brasil - Bombay, Maharashtra, India - Brasilia, Brasil - Calcuta, Bengala, India - Caracas, Venezuela - Cartagena de Indias, Colombia - Chitré, Panamá - Chennai, Tamil Nadu, India - Daca, Bangladés - Dar es Salaam, Tanzania - Darwin, Australia - Denpasar, Indonesia - Guayaquil, Ecuador - Ho Chi Minh, Vietnam - Ibagué, Colombia - Kinsasa, R. D. Congo - La Habana, Cuba - Lagos, Nigeria - Managua, Nicaragua | - Manila, Filipinas - Maputo, Mozambique - Maracay, Venezuela - Mombasa, Kenia - Montería, Colombia - Nom Pen, Camboya - Numea, Nueva Caledonia, Francia - Puerto España, Trinidad y Tobago - Puerto Moresby, Papúa-Nueva Guinea - Puerto Príncipe, Haití - Río de Janeiro, Río de Janeiro, Brasil - San Pedro Sula, Honduras - San Salvador, El Salvador - Saint John's, Antigua y Barbuda - Santa Cruz, Bolivia - Santiago, R. Domincana - Thiruvananthapuram, Kerala, India - Valledupar, Colombia - Veracruz, Veracruz, México - Yaundé, Camerún - Yopal, Colombia - Yuba, Sudán del Sur |

### Clima B - Seco (Árido y Semiárido)
Estos climas se caracterizan por tener una precipitación anual escasa, en donde se considera que la precipitación y la humedad son menores que la evaporación y la transpiración (evapotranspiración potencial) de cada año.
Los subtipos de climas se basan en la relación con el umbral de precipitaciones calculado y se señalan con una segunda letra que explica el grado de aridez:
- S: las lluvias medias anuales están entre un 50 % y un 100 % del valor del umbral calculado para un clima seco (dependiendo de la estacionalidad).
- W: las lluvias medias anuales están entre un 0 % y un 50 % del valor del umbral mencionado.

La tercera letra explica las temperaturas:
- h: temperatura media anual igual o por encima a 18 °C
- k: temperatura media anual por debajo de 18 °C

#### BS - Semiárido
Las precipitaciones se sitúan entre un 50 % y un 100 % del umbral mencionado anteriormente. Alrededor de 500 mm anuales. Bajo estas condiciones la vegetación es escasa. Este clima se da en las zonas contiguas a los desiertos. Es conocido en algunas regiones como mediterráneo seco pues es un clima de transición entre el Csa (mediterráneo) y el BW (desértico). Pero también puede ser, en las zonas cálidas como el Sahel, de transición entre el BW (desértico) y el Aw (tropical de sabana). La diferencia entre ambas zonas está en las temperaturas que en el mediterráneo seco tienen estaciones marcadas. Se da en zonas de estepas, semidesiertos, o zonas previas a los desiertos, en todos los continentes salvo en el antártico.

##### BSh - Semiárido cálido
La temperatura media anual está por encima de los 18 °C.
Se da, fundamentalmente, en el Sahel, África austral, el subcontinente indio, el nordeste brasileño, parte de la cuenca mediterránea y zonas del Caribe, Aridoamérica y Australia.
Algunos ejemplos son:
| - Atenas, Grecia - Barquisimeto, Venezuela - Bengasi, Libia - Chihuahua, Chihuahua, México - Dakar, Senegal - Jaipur, Rajastán, India - La Rioja, Argentina - Luanda, Angola - Maracaibo, Venezuela - Marrakech, Marruecos - Mogadiscio, Somalia | - Alicante y Murcia, España - Petrolina, Pernambuco, Brasil - Porlamar, Venezuela - Riohacha, Colombia - Tucson, Arizona, Estados Unidos - San Fernando del Valle de Catamarca, Argentina - Santa Cruz de Tenerife, Islas Canarias, España - Santa Marta, Colombia - Uaguadugú, Burkina Faso - Yamena, Chad |

##### BSk - Semiárido templado-frío o estepario frío
La temperatura media anual está por debajo de los 18 °C.
Aparece mayormente en Asia Central y Occidental, el oeste de América del Norte, parte de la cuenca mediterránea, Sudáfrica, el Cono Sur y Australia.
- Algunos ejemplos son: Ayacucho, Berja, Cochabamba, Comodoro Rivadavia, Ciudad Cuauhtémoc,[120] Irkutsk, La Serena, Lérida, Medicine Hat,  Mendoza, Neuquén, Río Gallegos, Samarcanda, San Luis, San Rafael, Sarmiento, Teherán, Teruel, Trelew, Urumchi.

#### BW - Árido
Las precipitaciones se sitúan entre un 0 % y un 50 % del umbral mencionado anteriormente. Alrededor de 300 mm anuales. Bajo estas condiciones la vegetación es muy escasa o nula. Se da en los desiertos y en algunos semidesiertos.

##### BWh - Árido cálido
La temperatura media anual está por encima de los 18 °C.
Entre las mayores extensiones con este clima se encuentran en el Sáhara, Arabia, Baluchistán, el interior de Australia, parte de Aridoamérica, la costa del Perú y el Namib.
- Algunos ejemplos son: Alice Springs, Almería, Antofagasta, Arica, Bagdad, Copiapó, Coro, El Cairo, Georgetown (Isla Ascensión), Hermosillo, Ica, Iquique, In Salah, La Meca, Las Palmas de Gran Canaria, Las Vegas, Lima, Manta, Mexicali, San Luis Río Colorado, Pisco, Phoenix, Puerto del Rosario, Punto Fijo, Riad, San Juan, Tacna, Trujillo.

##### BWk - Árido templado-frío
La temperatura media anual está por debajo de los 18 °C.
Este clima se da en Atacama, Patagonia, Asia Central, el sur de Australia, puntos de Sudáfrica y del oeste de Estados Unidos y cadenas montañosas de regiones predominantemente de desierto cálido (BWh).
- Algunos ejemplos son: Arequipa, Calama, Caleta Olivia, Candarave, Ciudad Juárez, Damasco, El Paso, Moquegua, Ovalle, Puerto Madryn, Rawson, San Pedro de Atacama, Turfán.

Clima seco intermedio entre árido y semiárido: Amán

### Clima C - Templado o mesotérmico
Se caracteriza porque la temperatura media del mes más frío es menor de 18 °C y superior a −3 °C (aunque actualmente se acepta la cifra de 0 °C) y la del mes más cálido es superior a 10 °C. Las precipitaciones exceden a la evaporación. Están presentes en la zona templada, aunque también se presentan en algunas zonas intertropicales por la altitud. Son climas moderados, de inviernos y veranos variables pero nunca extremos.
En esta clasificación la segunda letra explica el régimen de lluvias:
- f: precipitaciones constantes a lo largo del año, por lo que no podemos hablar de un periodo seco.
- w: el invierno es seco por lo que el mínimo de precipitaciones está bastante marcado y coincide con el periodo de temperaturas más bajas. La estación más lluviosa no tiene por qué ser el verano.
- s: el verano es seco por lo que el mínimo de precipitaciones está bastante marcado y coincide con el periodo de temperaturas más altas. La estación más lluviosa no tiene por qué ser el invierno.

La tercera letra explica el comportamiento de las temperaturas:
- a: Subtropical. El verano es caluroso pues se superan los 22 °C de media en el mes más cálido.
- b: Templado. El verano es suave pues no se alcanzan los 22 °C de media en el mes más cálido. Las temperaturas medias superan los 10 °C al menos cuatro meses al año.
- c: Subpolar (o subalpino). El verano es frío o fresco, pues no se alcanzan los 22 °C de media en el mes más cálido. Las temperaturas medias mayores de 10 °C se dan en entre 1 y 3 meses al año, de acuerdo con el sistema de Köppen-Geiger modificado.[121]

#### Cf - Precipitaciones constantes:Clima templado húmedo
Climas oceánicos o templados de influencia oceánica, donde las lluvias están repartidas a lo largo del año por lo que no hay una estación seca. Las precipitaciones nunca superan los 2000 mm anuales.

##### Cfa - Subtropical húmedo sin estación seca(verano cálido)
La temperatura media del mes más cálido supera los 22 °C. Es el llamado Clima subtropical húmedo, que regionalmente recibe los nombres de clima subtropical chino o clima pampeano en Sudamérica. Se da en las regiones orientales de las grandes masas continentales: mitad este de EE. UU., sur de Brasil y Paraguay, todo Uruguay, centro de la Argentina (Región Pampeana y la cuenca del Paraná), algunas regiones de Sudáfrica oriental, China sudoriental y oriental, sur de Japón y Australia sudoriental y oriental. En Europa se da en valles como el del río Danubio, Po o Garona, zonas limítrofes con el clima oceánico, Cfb, pero con veranos más cálidos al estar alejadas del mar. También se da en algunas zonas de la costa del mar Negro.
| - Atlanta, Estados Unidos - Buenos Aires, Argentina - Brisbane, Australia - Baltimore, Estados Unidos - Busan, Corea del Sur - Cantón, China - Curitiba, Brasil - Dallas, Estados Unidos - Durban, Sudáfrica - Filadelfia, Estados Unidos - Florencia, Italia - Florianópolis, Brasil - Houston, Estados Unidos - La Plata, Argentina - Memphis, Estados Unidos - Milán, Italia | - Montevideo, Uruguay - Nagasaki, Japón - Orlando, Estados Unidos - Osaka, Japón - Paraná, Argentina - Porto Alegre, Brasil - Rosario, Argentina - Shanghái, China - Tokio, Japón - Turín, Italia - Toulouse, Francia - Washington D. C., Estados Unidos - Yokohama, Japón - Krasnodar, Rusia - Sochi, Rusia |

##### Cfb - Oceánico templado(verano suave)
Clima oceánico propiamente dicho. La temperatura media del mes más cálido no llega a los 22 °C pero se superan los 10 °C durante cuatro o más meses al año. Es llamado clima oceánico, marítimo o atlántico, templado y húmedo, y se da en las regiones occidentales de las grandes masas continentales: Norte de la Europa Occidental, y el Sur de Chile. También se puede encontrar en islas como las de Nueva Zelanda y casi toda la isla de Tasmania, y en zonas limítrofes a los climas Cfa al no llegar el verano a los 22 °C debido a la influencia del mar o la altitud, como zonas costeras del sur de Australia, del centro de Argentina, y sectores subtropicales o mediterráneos, como algunas zonas de la cornisa cantábrica en España, y en Sudamérica, en zonas de Brasil, costa sudeste de Uruguay y costa de La Plata en Argentina.
- Ciudades donde se da:

| - Ámsterdam, Holanda - Auckland, Nueva Zelanda - Belgrado, Serbia - Berna, Suiza - Berlín, Alemania - Bilbao, España - Bogotá, Colombia - Bruselas, Bélgica - Camberra, Australia - Ciudad de Luxemburgo, Luxemburgo - Castro, Chile - Curitiba, Brasil - Coban, Guatemala - Dublín, Irlanda - Edimburgo, Escocia - Estrasburgo, Francia - Ginebra, Suiza - Gramado, Brasil - Frankfurt del Meno, Alemania | - Londres, Inglaterra - Lyon, Francia - La Esperanza, Honduras - Eldoret, Kenia - Quito, Ecuador - Mar del Plata, Argentina - Melbourne, Australia - Múnich, Alemania - París, Francia - Praga, República Checa - Temuco, Chile - Valdivia, Chile - Viena, Austria - Vigo, España - Wellington, Nueva Zelanda - Zagreb, Croacia - Zúrich, Suiza - Chachapoyas, Peru |

##### Cfc - Subpolar oceánico(verano frío)
Los meses con temperatura media superior a 10 °C son menos de cuatro al año. Es el clima oceánico frío, próximo a las zonas polares, con una oscilación anual muy escasa, temperaturas siempre por encima de −3 °C y lluvias constantes y generalmente abundantes. La altitud también puede influenciar a un área determinándola, haciéndola tener este tipo de clima y no el oceánico común, Cfb, como en las tierras altas en Escocia, Reino Unido. Se da en sectores insulares o cercanos al mar, como el extremo sur de Argentina y Chile, algunas zonas de la isla de Tasmania en Australia, parte de la costa atlántica de Noruega y parte de las islas europeas en el Atlántico norte, como las Feroe y parte de Islandia.
- Ciudades donde se da: Inverness, Monte Dinero, Kópavogur, Puerto Williams, Punta Arenas, Reikiavik, Río Grande, Tórshavn, Tromsø, Unalaska, Ushuaia.

#### Cw - Invierno seco:Clima templado subhúmedo
Climas de influencia monzónica de latitudes tropicales y subtropicales, generalmente de altitud. Se da una disminución considerable de las precipitaciones en invierno. No se superan los 2000 mm anuales.

##### Cwa - Subtropical húmedo con estación seca o monzónico(verano cálido)
La temperatura media del mes más cálido supera los 22 °C. Este clima es una variación del chino o pampeano y se da en regiones más alejadas del mar que no reciben tantas precipitaciones por lo que el invierno aquí es bastante seco. Es propio del interior de China, Argentina, Paraguay y Sudáfrica y se diferencia del mediterráneo en que la estación lluviosa es la más cálida. También se puede dar como transición al clima tropical, con lluvias abundantes, debido a los monzones del verano, pero un invierno seco, y donde las temperaturas descienden ligeramente de los 18 °C.
| - Asunción, Paraguay - Antananarivo, Madagascar - Cantón, China - Chengdu, China - Córdoba (Argentina), Argentina - Guadalajara, México - Hanói, Vietnam - Hong Kong, China - Incheon, Corea del Sur - Jacona de Plancarte, México - Katmandú, Nepal - León (México), México - Macao China | - Pretoria, Sudáfrica - Río Cuarto, Argentina - Ciudad de Guatemala, Guatemala - Sao Paulo, Brasil - San Miguel de Tucumán, Argentina - Santa Rosa de La Pampa, Argentina - Santiago del Estero, Argentina - Siguatepeque, Honduras - Taipéi, Taiwán - Xian, China - Zamora de Hidalgo, México - Zapopan, México |

##### Cwb - Templado con invierno seco(verano suave)
La temperatura media del mes más cálido no llega a los 22 °C pero se superan los 10 °C durante cuatro o más meses al año. Se da normalmente en ciudades de mucha altura en zonas templadas o tropicales, zonas del norte de la India y Sudáfrica. Es la variación de climas tipo Cwa.
- Ciudades donde se da:

| - Adís Abeba, Etiopía - Asmara, Eritrea - Campos do Jordão, Brasil - Cartago, Costa Rica - Ciudad de México, México - Cuzco, Perú - Johannesburgo, Sudáfrica - La Paz, Bolivia | - Harare, Zimbawe - Zambrano, Honduras - Lhasa, China - Mérida, Venezuela - Puebla de Zaragoza, México - Quetzaltenango, Guatemala - Nairobi, Kenia - Toluca de Lerdo, México |

##### Cwc- Subalpino con invierno seco(verano frío)
Los meses con temperatura media superior a 10 °C son menos de cuatro al año. Se puede dar como variante de los climas Cwa y Cwb, en zonas de más altitud aún. Es un clima muy poco común.
- Algunas ciudades donde se da son: Azángaro, El Alto, Lampa, Potosí.

#### Cs - Verano seco:Clima mediterráneo
Se da una disminución considerable de las precipitaciones en verano.

##### Csa - Mediterráneo típico(verano cálido)
La temperatura media del mes más cálido supera los 22 °C. Es el clima mediterráneo, con lluvias estacionales y temperaturas cálidas en verano. Se da, además de en casi toda la cuenca mediterránea, en algunas zonas de Chile, Australia, California y Europa meridional.
- Ciudades donde se da:

Adelaida, Algeciras, Barcelona, Beirut, Córdoba, Esmirna, Granada, Haifa, Huelva, Jerusalén, Latakia, Lisboa, Los Ángeles, Madrid, Málaga, Marbella, Marsella, Nápoles, Palermo, Palma de Mallorca, Perth, Roma, Sevilla, Split, Taskent, Tel Aviv, Tijuana, Valencia, Zaragoza.

##### Csb - Mediterráneo oceánico(verano suave)
La temperatura media del mes más cálido no supera los 22 °C pero alcanza al menos los 10 °C durante cuatro o más meses al año. Este clima es muchas veces de transición entre el Csa (mediterráneo) y el Cfb (oceánico). A diferencia del mediterráneo presenta un verano más suave, pero al contrario que en el oceánico hay estación seca y esta es en los meses más cálidos. Se da en zonas como Costa central de Chile, suroeste de la Argentina, la Costa Oeste de los Estados Unidos, el suroeste de Canadá, la costa central portuguesa, y también en otras zonas limítrofes al clima mediterráneo en donde la altitud provoca temperaturas más frescas. Es más propio de las fachadas oceánicas donde la menor oscilación térmica provoca que los veranos sean suaves, y no de la costa mediterránea donde la oscilación térmica es mayor y el verano pasa de los 22 °C, por eso no es el clima mediterráneo propiamente dicho.
- Ciudades donde se da: Ciudad del Cabo, Concepción (Chile), Esquel, San Antonio, Bariloche, San Francisco, San Martín de los Andes, Santiago de Chile, Seattle, Valparaíso, Vancouver, Pornic, Noirmoutier y parte de noroeste de la península ibérica, en ciudades como La Coruña, Braga, Ponferrada, Tuy o Vigo.

##### Csc - Mediterráneo subalpino(verano frío)
Los meses con temperatura media superior a 10 °C son menos de cuatro al año. Es un clima muy poco común, influenciado por la altitud.
- Ciudades donde se da: Balmaceda

### Clima D - Continental o microtérmico
Se caracteriza por tener inviernos helados, con la temperatura media del mes más cálido superior a 10 °C y la del mes más frío es menor de −3 °C según Köppen, aunque actualmente se acepta que el mes más frío sea menor de 0 °C. Las precipitaciones exceden a la evaporación. Son climas extremos, de muy alta latitud, apareciendo principalmente en el hemisferio norte debido a que es aquí donde se encuentra la mayor parte de tierra emergida en el planeta.
En esta clasificación la segunda letra explica el régimen de lluvias al igual que en el clima templado:
- f: precipitaciones constantes a lo largo del año, por lo que no podemos hablar de un periodo seco.
- w: el invierno es seco por lo que el mínimo de precipitaciones está bastante marcado y coincide con el periodo de temperaturas más bajas. La estación más lluviosa no tiene porque ser el verano.
- s: el verano es seco por lo que el mínimo de precipitaciones está bastante marcado y coincide con el periodo de temperaturas más altas. La estación más lluviosa no tiene porque ser el invierno.

La tercera letra explica el comportamiento de las temperaturas al igual que en el clima templado pero añadiendo la d:
- a: el verano es caluroso pues se superan los 22 °C de media en el mes más cálido. Las temperaturas medias superan los 10 °C al menos cinco meses al año.
- b: el verano es suave pues no se alcanzan los 22 °C de media en el mes más cálido. Las temperaturas medias superan los 10 °C al menos cuatro meses al año.
- c: el verano es breve o frío pues las temperaturas medias mayores de 10 °C se dan entre 1 a 3 meses al año. La temperatura media del mes más frío es superior a −38 °C.
- d: presenta las mayores oscilaciones anuales de la temperatura. Las temperaturas medias mayores de 10 °C se dan en al menos cuatro meses al año. La temperatura media del mes más frío es inferior a −38 °C.

#### Df - Precipitaciones constantes:Clima continental húmedo
Es el clima continental más extenso. Las lluvias están repartidas a lo largo del año por lo que no hay una estación seca.

##### Dfa -Continental templadosin estación seca (verano cálido)
La temperatura media del mes más cálido supera los 22 °C. Se da en las regiones orientales de las grandes masas continentales y es una variación del clima chino o Cfa, pero con inviernos más fríos. Es propio del sur de Rusia y Ucrania, algunas zonas de Canadá y el noreste de EE. UU.
- Ciudades donde se da: Almaty, Boston, Bucarest, Chicago, Montreal, Mineápolis, Nueva York, Oral (Kazajistán), San Luis, Sapporo, Rostov del Don, Urumqi, Volgogrado.

Nueva York está en transición entre el clima subtropical húmedo y el clima húmedo continental.

##### Dfb -Hemiborealsin estación seca (verano moderado)
La temperatura media del mes más cálido no llega a los 22 °C pero se superan los 10 °C durante cuatro o más meses al año. Se da, bien en las zonas occidentales de los continentes como variación del clima oceánico o Cfb, al presentar inviernos más fríos que este (como en partes de Europa septentrional); o en las zonas orientales de los continentes como variación del clima Dfa, al presentar temperaturas más bajas en verano.
- Ciudades donde se da: Astaná, Cluj-Napoca, Estocolmo, Helsinki, Kiev, Minsk, Moscú, Oslo, Ottawa, Quebec, Riga, San Petersburgo, Tallin, Toronto, Vilna, Portland.

##### Dfc - Subpolarsin estación seca (verano breve)
Los meses con temperatura media superior a 10 °C son menos de cuatro al año y el mes más frío está por encima de −38 °C. Es un clima propio de Alaska, Siberia, el norte de Escandinavia y zonas de mucha altura, como regiones del Himalaya.
- Ciudades donde se da: Anchorage, Anadyr, Arcángel, Davos, Östersund, Tromsø, Norilsk, Yellowknife.

Tromsø tiene también un clima oceánico subpolar.

##### Dfd - Subpolar extremosin estación seca (invierno extremadamente frío)
Los meses con temperatura media superior a 10 °C son menos de cuatro al año y el mes más frío está por debajo de −38 °C. Es propio del norte de Alaska y del norte de Siberia.
- Ciudades donde se da: Old Crow, Yakutsk.

#### Dw - Invierno seco:Clima continental monzónico
Se lo conoce también como clima manchuriano. Se da una disminución considerable de las precipitaciones en el gélido invierno. Es una consecuencia de las migraciones más extremas del monzón en el hemisferio norte. Se da en el norte de China, y en zonas cercanas a esta región como algunas partes de Mongolia, Rusia y Corea. También se da en sectores de la región del Medio Oeste (EE. UU). 

##### Dwa - Continental templadocon invierno seco (verano cálido)
La temperatura media del mes más cálido supera los 22 °C.
- Ciudades donde se da: Harbin, Pekín, Pionyang, Namp'o, North Platte (Nebraska), Seúl, Wonsan

Seúl está en transición entre el clima subtropical húmedo y el clima húmedo continental.

##### Dwb - Hemiborealcon invierno seco (verano moderado)
La temperatura media del mes más cálido no llega a los 22 °C pero se superan los 10 °C durante cuatro o más meses al año.
- Ciudades donde se da: Baruunturuun, Calgary, Edmonton, Heihe, Irkutsk, Novosibirsk, Pembina (Dakota del Norte), Pieonchang, Shigatse, Vladivostok, Winnipeg, Blagovéshchensk.

Fairbanks y Irkutsk tiene también un clima subpolar con invierno seco.

##### Dwc - Subpolarcon invierno seco (verano breve)
Los meses con temperatura media superior a 10 °C son menos de cuatro al año y el mes más frío está por encima de −38 °C.
- Ciudades donde se da: Chitá, Mohe, Bratsk, Surgut, Ulán Bator, Yushu.

##### Dwd - Subpolar extremocon invierno seco (invierno extremadamente frío)
Los meses con temperatura media superior a 10 °C son menos de cuatro al año y el mes más frío está por debajo de −38 °C.
- Ciudades donde se da: Oymyakon, Verjoyansk.

#### Ds - Verano seco:Clima continental con influencia mediterránea
Se da una disminución considerable de las precipitaciones en verano. Este clima puede ser la variación en altura del mediterráneo o Csa y se da en regiones limítrofes con dicho clima, normalmente mesetas y valles montañosos del Cáucaso, Sierra Nevada, Irán y Turquía, no suele ser un tipo de clima común.

##### Dsa - Continental mediterráneo(verano cálido)
La temperatura media del mes más cálido supera los 22 °C.
- Ciudades donde se da: Biskek , Ereván, Hamadan, Hakkâri, Kabul, Muş, Tabriz, Urmía, Zanjan.

##### Dsb - Hemiboreal mediterráneo(verano suave)
La temperatura media del mes más cálido no llega a los 22 °C pero se superan los 10 °C durante cuatro o más meses al año.
- Ciudades donde se da: Dras, Erzincan, Erzurum, Flagstaff, Sivas, Spokane, Van.

##### Dsc - Subpolarcon verano seco (verano breve)
Los meses con temperatura media superior a 10 °C son menos de cuatro al año y el mes más frío está por encima de −38 °C.
- Ciudades donde se da: Anchorage, Brian Head (Utah), Kuujjuarapik, Skjåk, Whitehorse

##### Dsd - Subpolar extremocon verano seco (invierno extremadamente frío)
Los meses con temperatura media superior a 10 °C son menos de cuatro al año y el mes más frío está por debajo de −38 °C.
- Ciudades donde se da: Niurba

### Clima E - Polar o hekistotérmico
Se caracteriza porque la temperatura media del mes más cálido es inferior a 10 °C. La vegetación suele ser de tundra o de desierto helado. Latitudes polares y zonas de gran altura.

#### ET - Clima de tundra
La temperatura media del mes más cálido está entre 0 °C y 10 °C. La vegetación es únicamente de hierbas en estos meses donde se superan los 0 °C (T de Tundra). Se da en las costas del océano Ártico y de la península Antártica y en islas subpolares ubicadas en latitudes elevadas.
- Ciudades donde se da: Barrow, Base Esperanza, Grytviken, Nuuk, Provideniya, Puerto Argentino, Puerto Toro, Upernavik, Longyearbyen.

#### ETH - Clima de tundra alpina
Es un clima de tundra (ET) pero de alta montaña.
- Ciudades donde se da: La Rinconada, El Alto, Puno, Pagri
- Montañas donde se da: Kasprowy Wierch, Zugspitze, Monte Fuji, Jungfraujoch, Yu Shan, y los páramos y las punas sudamericanas como el Sumapaz.

#### EF - Gélido o glacial
La temperatura media del mes más cálido es inferior a 0 °C. No existe ningún tipo de vegetación. Se da en el interior de Groenlandia y en casi toda la Antártida. Es un desierto helado de frío permanente. Imposible para el asentamiento humano.
- Lugares donde se da: Base Amundsen-Scott, Base Vostok, Eismitte.

#### EFH - Nival
Es un clima gélido (EF) pero de alta montaña.
- Montañas donde se da: Cimas nevadas a más de 4500 m de altitud. Aconcagua, Monte Everest, Nevado del Tolima, Nevado del Ruiz, Nevado Ojos del Salado, Ritacuba Blanco.

## Esquema de clasificación climática de Trewartha
La clasificación de Trewartha es una versión modificada del sistema de Köppen. Intenta redefinir a los grupos climáticos más ajustados a la zonificación vegetacional.
- Grupo A: este es el grupo climático tropical, definido igual a Köppen (es decir, el promedio de los 12 meses con 18 °C o arriba). Los climas con no más de dos meses secos (menos de 60 mm de lluvias promedio, lo mismo que Köppen) son clasificados Ar (en vez de Köppen: Af), mientras otros son clasificados Aw si la estación seca es al mismo tiempo de días cortos/poco sol o As si dicha estación seca es al mismo tiempo de días largos/mucho sol. No hay identificador de clima monzónico específico en el esquema original, pero Am se agregó luego, con los mismos parámetros de Köppen (excepto que al menos haya tres meses, más que uno, deben tener menos que 60 mm de promedio de lluvias).
- Grupo B: BW y BS significan lo mismo que en el esquema de Köppen, con el clima Köppen BWn a veces nombrado BM (la M: «marino»). Sin embargo, una fórmula diferente se usa para la aridez: 10 X (T − 10) + 3P, donde T iguala la T° media anual en °C y P es el porcentaje de lluvia total recibida en los seis meses de mayor solaridad (abril a septiembre en el hemisferio norte y de octubre a marzo en el austral). Si la precipitación en una localidad es menor que en la fórmula de arriba, su clima es de un desierto (BW); si es igual o más grande que la fórmula pero menos que el doble que esa cifra, el clima se clasifica como estepa (BS); y si la precipitación es más del doble que el valor de la fórmula, el clima no es del Grupo B. Al contrario que el esquema de Köppen, no hay subgrupos termales dentro del grupo en Trewartha, salvo que se use la Escala Termal Universal (ver debajo).
- Grupo C: en el esquema Trewartha esta categoría acompaña a climas subtropicales solamente (8 o más meses por encima de 10 °C). Cs y Cw tienen el mismo significado como en el esquema de Köppen, pero el clima subtropical sin estación seca es designada Cr en vez de l término en Köppen de Cf (y para Cs el promedio de precipitación anual debe ser menor a 890 mm en adición al más seco mes del verano con menos de 30 mm y menos del tercio de húmedo que el más húmedo mes invernal).
- Grupo D: este grupo representa a climas templados (4 a 7 meses por encima de 10 °C). Los climas templados marítimos (muchos de los climas Köppen Cfb y Cwb, y algunos de ellos ajustan con los climas Trewartha's Cr y Cw respectivamente) se escriben DO en la clasificicación Trewartha (algunos cerca de las costas orientales de Norteamérica y Asia actualmente califican como climas DO en el esquema de Trewartha cuando ajustan en Cfa/Cwa más que en Cfb/Cwb en Köppen), mientras que los climas continentales se representan como DCa (Köppen Dfa, Dwa, Dsa) y DCb (Köppen Dfb, Dwb, Dsb). Para los climas continentales, a veces la tercera letra (a o b) se omite y DC es usada, y ocasionalmente una letra precipitacional estacional se agrega a ambos climas marítimos y continentales (r, w, o s), cuando entre los climas marítimos y continentales es 0 °C en el mes más frío, más que en el valor de Köppen de −3 °C (como se nota en la sección del esquema Köppen, sin embargo, algunos climatólogos—particularmente en EE. UU.—tiene 0 °C en el mes más frío como el límite ecuatorial de los climas continentales en ese esquema).
- Grupo E: representa climas subpolares, se define lo mismo como en el esquema de Koppen (1 a 3 meses con T° promedios de 10 °C o mayor; Köppen Cfc, Dfc, Dwc, Dsc, Dfd, Dwd). En el esquema original, este grupo no estaba dividido; más tarde, se crean las designaciones EO y EC, con EO (marítimo subpolar) significando que los promedios de los meses más fríos por encima de −10 °C, mientras EC (continental subártico o «boreal») significa que al menos un mes tiene una T° promedio de −10 °C o por debajo. Como en el Grupo D, una tercera letra puede añadirse para indicar estacionalidad de precipitación. No hay separación con los climas Dfd/Dwd de Köppen en el esquema de Trewartha.
- Grupo F: es el grupo de clima frío, dividido en FT (Köppen ET) y en FI (Köppen EF).
- Grupo H: climas de alturas, en donde la altitud juega un rol en determinar la clasificación climática.[122] Específicamente, esto se podría aplicar si se corrige la T° promedio de cada mes al valor a nivel del mar usando la fórmula de agregar 5,6 °C por cada 1 km de elevación, resultando en ajustes dentro de diferentes grupos termales, que en las actuales T° mensuales. A veces G es usada en vez de H si lo de arriba es verdad y la altitud de 500 m o mayor, pero menor que 2,5 km; pero la G o la H se coloca en frente de la letra termal aplicable más que en reemplazarlo—y la segunda letra usada refleja las T° corregidas mensualmente, no las reales T° mensuales.
- Escala Universal Termal: existe una opción para incluir información en ambos meses más cálidos y más fríos para cada clima agregando una tercera y cuarta letra, respectivamente. Las letras usadas conforman la siguiente escala:i: severamente caluroso, Tª media mensual ≥35 °C .h: muy caluroso, de 28 a 35 °Ca: caluroso, de 23 a 28 °Cb: cálido, de 18 a 23 °Cl: templado, de 10 a 18 °Ck: fresco, de 0 a 10 °Co: frío, de −10 a 0 °Cc: muy frío, de −25 a −10 °Cd: severamente frío, de −40 a −25 °Ce: excesivamente frío: ≤−40 °C.

Ejemplos de las designaciones resultantes incluyen: 
| - Awha para Surabaya, Indonesia, - Afaa para Kuala Lumpur, Malasia, - Awbb para Brasilia, Brasil, | - BSal para Murcia, España, - BWil para Riad, Arabia Saudita, - BWhl para Asuán, Egipto, | - Cfak para Tokio, Japón, - Csll para San Francisco, California, - Cfbl para Melbourne, Australia, - Cral para Buenos Aires, Argentina, - Crhk para Dallas, Estados Unidos, | - DOlk para Londres, Reino Unido, - DCbo para San Petersburgo, Rusia, - EOlk para Punta Arenas, Chile, | - EClc para Arcángel, Rusia, - EClc para Ulán Bator, Mongolia, | - FTkd para Barrow, Alaska, Estados Unidos - FIde para la Base Vostok, Antártida. |

## Críticas al esquema de Köppen-Geiger
Algunos climatólogos han argumentado que el sistema de Köppen-Geiger no puede ser mejorado más, mientras otros han argumentado lo contrario.
Un punto de contención son los climas secos («contB»); John Griffiths argumenta aquí que su separación por Köppen en solo dos subcategorías termales es inadecuada. Aquellos que lo veían así han defendido que los climas secos deben estar en la misma clasificación termal de los otros climas, con su correspondiente letra termal seguida por una letra adicional para indicar su aridez: S para los climas de estepa y W (o D) para los desérticos; (Griffiths también añade una fórmula alternativa para usar como umbral de aridez: R = 160 + 9T, siendo R el umbral en milímetros de precipitación anual, y T la temperatura anual en grados Celsius).
Otra de las objeciones conciernen a la categoría templada del Grupo C, de estar sobredimensionada (por ejemplo, el tipo de clima Cfa incluye a Tampa, Florida y Cabo Mayo, Nueva Jersey). En Climatología Aplicada (1.ª ed. publicada en 1966), John Griffiths propuso una nueva zona subtropical, que se designaría con la letra B (ya que esta no se usaría para los climas secos, como se indica en el párrafo anterior). Incluye a las áreas con el mes más frío de entre 6 °C y 18 °C, subdividiendo al Grupo C en dos partes casi iguales. Otros optan por incluir aquellas áreas de inviernos templados (mes más frío entre 18 °C y −3 °C) cuya temperatura en el mes más cálido sea igual o superior a 22 °C, o que tengan una temperatura media anual superior a 18 °C.
La tercera objeción es sobre el grupo E, el de los climas fríos. Algunos climatólogos han propuesto designar EM a las zonas con clima frío oceánico, es decir, que tienen un invierno relativamente templado debido a la influencia de los océanos (como por ejemplo algunos sectores del extremo este de Rusia, de las Islas Malvinas y de las Islas Aleutianas) en comparación con otras zonas designadas de la misma manera (ET, clima de tundra) según Köppen. Se ha propuesto que los climas en donde la temperatura media del mes más cálido no llega a los 10 °C, pero la media del mes más frío es superior a los −7 °C sean consideradas de clima frío oceánico, y por lo tanto, designadas EM.
Otra objeción sobre el grupo de climas fríos es que la precisión de los 10 °C en el mes más cálido como línea de inicio en los climas fríos ha sido cuestionada; Otto Nordenskiöld, por ejemplo, propuso una fórmula alternativa: W = 9 − 0.1 C, donde W representa la temperatura media del mes más caluroso y C el mes más frío, ambos en grados Celsius (por ejemplo, si la media del mes más frío es −20 °C, y la del mes más cálido de 11 °C o mayor, sería necesario evitar catalogar dicho clima de frío). Este límite parece acercarse mejor al límite del árbol, o la latitud polar en las que los árboles no pueden crecer, que la isoterma de 10 °C en el mes más cálido; este nuevo umbral, a diferencia del de Köppen, se acerca más al polo en los márgenes occidentales de los continentes (donde los inviernos son suaves), y llegan a latitudes más bajas en el interior de las masas continentales (con inviernos mucho más fríos), las dos líneas (las de Köppen y Nordenskiöld) se cruzan en las costas orientales de los continentes (Asia y Norteamérica).